# Helmut Lethen

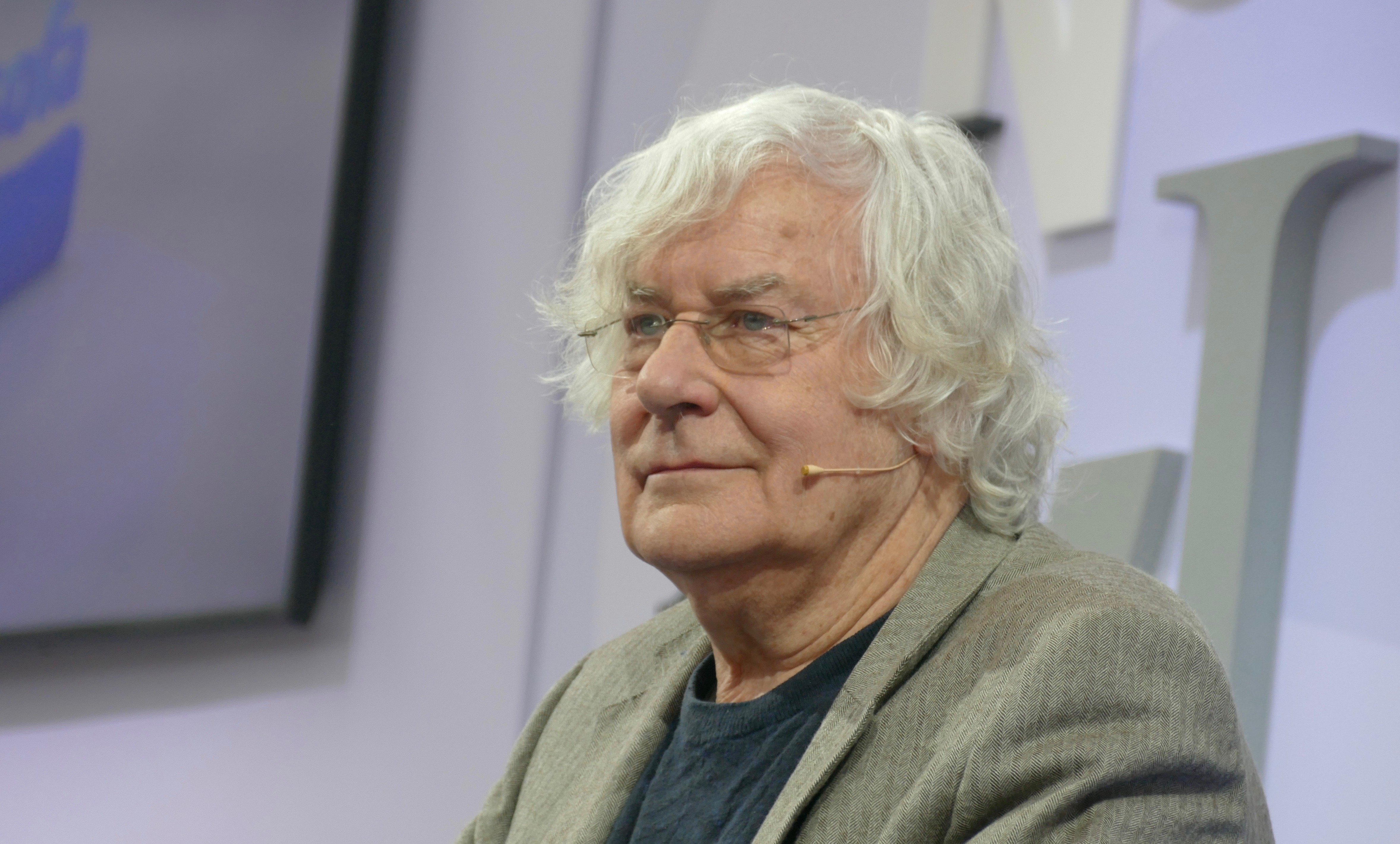
Helmut Lethen bei der Vorstellung seines Buches Die Staatsräte auf der Leipziger Buchmesse (2018)

Helmut Lethen (* 14. Januar 1939 in München Gladbach) ist ein deutscher Germanist und Kulturwissenschaftler.

## Leben
Helmut Lethen ging nach dem Abitur 1959 als Freiwilliger zur Bundeswehr und wurde zum Leutnant der Reserve befördert. Er studierte an den Universitäten Bonn, Amsterdam und der FU Berlin. Lethen war studentischer Aktivist und gehörte zu den Studenten, die 1968 in West-Berlin die Eröffnung des Deutschen Germanistentags störten. Er war bis 1975 Mitglied der maoistischen KPD-AO.
Lethen wurde 1970 über das Thema Neue Sachlichkeit 1924–1932. Studien zur Literatur des Weißen Sozialismus promoviert. 1971 bis 1976 war er an der FU Berlin Assistent und von 1977 bis 1995 Professor in Utrecht; außerdem hatte er diverse Gastprofessuren inne. 1995 kam der Ruf nach Rostock, wo er 1996 den Lehrstuhl für Neueste Deutsche Literatur erhielt. Er wurde 2004 emeritiert. Von Oktober 2007 bis Februar 2016 war er Direktor des Internationalen Forschungszentrums Kulturwissenschaften in Wien. Seit 2016 hat er eine Professur an der Kunstuniversität Linz inne.
Einem breiteren Publikum bekannt wurde Helmut Lethen durch seine Buchveröffentlichungen Verhaltenslehren der Kälte. Lebensversuche zwischen den Kriegen (1994) und Der Sound der Väter (über Gottfried Benn, 2006). 2014 erhielt er den Preis der Leipziger Buchmesse in der Sparte Sachbuch/Essayistik für Der Schatten des Fotografen. Bilder und ihre Wirklichkeit.
Mitte Oktober 2020 veröffentlichte er mit Denn für dieses Leben ist der Mensch nicht schlau genug seine Autobiografie.

## Privates
Lethen war ab 1964 mit Loes Scholtheis (* 1941) verheiratet. Das Paar trennte sich 1984. Mittlerweile ist er mit Caroline Sommerfeld verheiratet, die sich seit 2015 als Aktivistin der Identitären Bewegung versteht.

## Werk (Auswahl)

### Monographien
- Neue Sachlichkeit. 1924–1932. Studien zur Literatur des „Weißen Sozialismus“. Metzler, Stuttgart 1970 (zugl. Dissertation, Freie Universität Berlin, 18. März 1970).[6]
- Verhaltenslehren der Kälte. Lebensversuche zwischen den Kriegen (= Edition Suhrkamp 1884 = NF 884). Suhrkamp, Frankfurt a. M. 1994, ISBN 3-518-11884-6 (englische Übersetzung: Cool Conduct. The Culture of Distance in Weimar Germany (= Weimar and now. Band 17). University of California Press, Berkeley CA u. a. 2002, ISBN 0-520-20109-4).
- Der Sound der Väter. Gottfried Benn und seine Zeit. Rowohlt, Berlin 2006, ISBN 3-87134-544-X.
- Unheimliche Nachbarschaften. Essays zum Kälte-Kult und der Schlaflosigkeit der philosophischen Anthropologie im 20. Jahrhundert (= Rombach Wissenschaften. Edition Parabasen. Band 10). Rombach, Freiburg i. Br. u. a. 2009, ISBN 978-3-7930-9599-6.
- Suche nach dem Handorakel. Ein Bericht. Wallstein, Göttingen 2012, ISBN 978-3-8353-1159-6.
- Der Schatten des Fotografen. Bilder und ihre Wirklichkeit. Rowohlt, Berlin 2014, ISBN 978-3-87134-586-9.
- Die Staatsräte. Elite im Dritten Reich: Gründgens, Furtwängler, Sauerbruch, Schmitt. Rowohlt, Berlin 2018, ISBN 978-3-87134-797-9.
- Denn für dieses Leben ist der Mensch nicht schlau genug. Rowohlt, Berlin 2020, ISBN 978-3-7371-0088-5 (Autobiographie).
- Der Sommer des Großinquisitors. Über die Faszination des Bösen. Rowohlt, Berlin 2022, ISBN 978-3-7371-0162-2.[7]
- Stoische Gangarten : Versuche der Lebensführung. Rowohlt, Berlin 2025, ISBN 978-3-7371-0237-7.

### Herausgeberschaften
- mit Monika Wagner (Hrsg.): Schwarz-Weiß als Evidenz. „With black and white you can keep more of a distance“ (= Schauplätze der Evidenz 1). Campus, Frankfurt a. M. 2015.
- mit Ludwig Jäger, Albrecht Koschorke (Hrsg.): Auf die Wirklichkeit zeigen. Zum Problem der Evidenz in den Kulturwissenschaften (= Schauplätze der Evidenz 2). Campus, Frankfurt a. M. 2016.

## Autobiografisches
- Helmut Lethen: Ein Schwellentext. Der Aufsatz „Kritische Literaturwissenschaft, Trivialliteratur und Manipulationstheorie“ aus dem Jahr 1971  (16. Oktober 2019). In: 1968 in der deutschen Literaturwissenschaft (Webprojekt auf literaturkritik.de unter dem Menüpunkt Archiv/Sonderausgaben, Laufzeit 2018–2020, Konzeption und Herausgeberin: Sabine Koloch).